# NGC 7446
NGC 7446 este o galaxie situată în constelația Andromeda. A fost descoperită în 23 octombrie 1878 de către Édouard Stephan⁠(d). Se află la o distanță de 74,19 de megaparseci de Pământ.